# Juan Marrero Pérez
Juan Hilario Marrero Pérez, becenevén Hilario (Las Palmas de Gran Canaria, 1905. december 8. – 1989) spanyol labdarúgócsatár, edző.